# 张楚汉
张楚汉（1933年10月11日—），中国水利水电工程专家。生于广东梅州梅县区。1957年毕业于清华大学水利工程系，1965年研究生毕业。清华大学水利水电工程系教授。2001年当选为中国科学院院士。